# دقهلة
دقهلة (بالقبطية: Ⲧⲕⲉϩⲗⲓ)‏ من قرى محافظة دمياط القديمة. ذكر أميلينو في جغرافيته أن اسم القرية وجد في نهاية مخطوطة «رحلة راهب في البرية»(1) مقرونا مع كلمة تمَّي. وتذكر أيضا في الأسقفات المصرية ملتصقة باسم Thmoui على النحو التالي: "دمي (تمي) ودقلهة ((بالقبطية: Ϯⲃⲁⲕⲓ ⲑⲙⲟⲩⲓ)‏ = (بالقبطية: Ⲑⲙⲟⲩ-ⲉⲱⲥ)‏)". وذكر شامبليون نقلا عن نيبور أن مدينة دقهلة تقع على الفرع الفاتنيتي على بعد 5 فراسخ (15 ميلا) شمال غرب الفرما.

## التاريخ
قرية دقهلة من القرى القديمة، واسمها الأصلي وقت الفتح الإسلامي لمصر «تكيهلي» (بالإنجليزية: Tkehli)‏. وقد حظيت دقهلة بموقع إداري مميز في منطقتها في العصر الإسلامي، فصارت قاعدة لإحدى الكور حيث ذكر ابن خرداذبة (المتوفي ‍280هـ‍‍) المعاصر للدولة العباسية في كتابه المسالك والممالك أنها من كور مصر، فقال:
«ومما ينسب إلى أسفل الأرض صان وإبليل نتو أطرابية الطور إيلة فاران راية الحجاز ألفرما نوسا دمياط تنيس منوف طوه سخا تيده الأفراحون نقيزة العريش ديصا القسّ صا شباس البدقون قرطسا خربتا ترنوط مصيل المليدس دقهلة أخنو رشيد بشروط وارتفاع هذه الأعمال من العين ألفا ألف وخمسمائة ألف دينار.»
كما أورد المقدسي البشاري (المتوفي سنة 380هـ) والمعاصر للدولة الفاطمية أنها كانت من مدن «الريف» التي كانت العباسية قاعدته، فقال:
«وأما الريف فقصبتها العباسية ومن مدنها: شبرو، دمنهور، سنهور، بنهاالعسل، شطنوف، مليج، محلة سدر، محلة كرمين، المحلة الكبيرة، سندفا، دميرة، بورة، دقهلة، محلة زيد، محلة حفص، محلة زياد، سنهور الصغرى، برلس.»
ونقل ذلك أيضًا ياقوت الحموي في كتابه معجم البلدان في حديثه عن القرية، فقال:
«دقهلة: بلد بمصر على شعبة من النيل بينها وبين دمياط أربعة فراسخ وبينها وبين دميرة ستة فراسخ ذات سوق وعمارة ويضاف إليها كورة فيقال كورة الدقهلية.»
غير أنه بدء اضمحلال أمرها في نهاية العصر الفاطمي، فنقل القلقشندي في كتابه صبح الأعشى عن القاضي أبي عبد الله القضاعي (المتوفي سنة 454هـ) الذي عمل قاضيًا للدولة الفاطمية، تقسيمات بطن الريف الإدارية أنها كانت كورة مستقلة، وإليها نُسبت أعمال الدقهلية، ثم خمل أمرها، فنُقلت عاصمة تلك الأعمال من دقهلة إلى أشموم، فقال:
«السادسة - كورة دقهلة ودقهلة بفتح الدال المهملة والقاف وسكون الهاء وفتح اللام وهاء في الآخر، وهي مدينة قديمة بالجزيرة بين فرقة النيل المارة إلى دمياط والفرقة التي تصب ببحيرة تنيس، وإليها ينسب عمل الدقهلية، وهي الآن قرية من عمل أشموم الآتي ذكرها في الأعمال المستقرة، وإن كان العمل في الأصل منسوباً إليها.»
كما أوردها الأسعد بن مماتي في كتابه قوانين الدواوين الذي حصر به قرى الروك الصلاحي الذي أجراه السلطان الأيوبي الناصر صلاح الدين سنة 572هـ/1176م ضمن قرى أعمال الدقهلية. ويبدو أنه اضمحل شأن القرية في نهاية العصر الأيوبي، فبحسب ما ذكره ابن الجيعان في كتاب «التحفة السنية في أسماء البلاد المصرية» الذي حصر القرى المصرية بعد الروك الناصري الذي أجراه السلطان المملوكي الناصر محمد بن قلاوون سنة 715هـ/1315م، فقد انتقلت تبعية القرية إلى أعمال دمياط وفقدت استقلاليتها فصارت تابعة لقرية سرو بججا، واتّحد زمامهما ماليًا، فقال:
«سرو بججا ودقهلة كفرها. مساحتها 289 أفدنة بها رزق 19 فدان عبرتها 10,000 دينار كانت للمقطعين والآن لهم وأملاك وأوقاف.»
وفي العصر العثماني ورد اسم «دقهلة» في التربيع العثماني الذي أجراه الوالي العثماني سليمان باشا الخادم في عصر السلطان العثماني سليمان القانوني ضمن قرى ولاية الدقهلية، وفي تاريخ 1228هـ/1813م الذي عدّ قرى مصر بعد المسح الذي قام به محمد علي باشا باسم دقهلة ضمن قرى مديرية الدقهلية.
وقد ذكرها مرتضى الزبيدي في تاج العروس: «دَقَهْلَةُ، بفتح الدال والقاف وسكون الهاء: قَريةٌ على شاطئ النِّيل بالقُرب من دِمْياط، وإليها نسِبَت الكورَةُ، وقد رأيتُها.»

## موقعها الجغرافي
وكانت مساكن قرية دقهلة القديمة واقعة شرقي ترعة الشرقاوية ومكانها يعرف اليوم باسم عزبة الكاشف. وبسبب ما أصابها من تلف السباخ لها انتقل منها سكانها وأنشأوا لهم قرية جديدة باسم دقهلة وهي الحالية الواقعة على النيل في الشمال الغربي لدقهلة القديمة وعلى بعد كيلومتر واحد منها. وكانت دقهلة قاعدة كورة الدقهلية من أول الفتح العربي واستمرت قاعدة لإقليم الدقهلية إلى سنة 715 هـ التي عمل فيها الروك الناصري فضم إقليم الدقهلية إلى إقليم المرتاحية وصار إقليما واحدا باسم أعمال الدقهلية والمرتاحية. وفي تلك السنة نقلت القاعدة من دقهلة إلى أشموم طناح (أشمون الرمان بمركز دكرنس) لتوسطها بين الإقليمين المذكورين. وفي أول الحكم العثماني نقلت القاعدة إلى المنصورة.